# Club Deportivo Elemental Baloncesto Pas
El Club Deportivo Elemental Baloncesto Pas, también conocido como Agrupación de Baloncesto Pas o Pas Piélagos, es un equipo de baloncesto de Renedo de Piélagos (Cantabria), fundado en 1979, que actualmente participa en la Tercera FEB.

## Historia
La ADB Pas se funda en 1979 en Castañeda (Cantabria), lugar donde mantendría su sede hasta 1991. El nombre del club le viene dado por el río Pas, en cuya cuenca se halla situada Castañeda y que limita al municipio por occidente. Su primer partido lo jugó en un torneo de la Federación Cántabra de Baloncesto el 29 de abril de 1979.
Desde 1979 hasta 1984 el club va incorporando equipos de categorías inferiores, aparte del equipo senior. En la campaña 1983-84 la ADB Pas alcanza el subcampeonato de Primera Autonómica, ascendiendo a Liga Nacional, Grupo Norte, de cara a la temporada 1984-85.
En septiembre de 1991 el club se traslada desde Castañeda a Renedo de Piélagos, en el vecino municipio de Piélagos. A partir de esta campaña el equipo empieza a lograr mayores logros deportivos, pasando de militar en categoría autonómica a Segunda División, Primera División y Liga EBA, donde sigue compitiendo en la actualidad. Tras la desaparición del Cantabria Lobos el club es el máximo representativo del baloncesto en Cantabria desde 2008 (junto al Club Deportivo Elemental Estela de Cantabria y la Agrupación Deportiva Cantbasket 04). Es el tercer club cántabro de baloncesto que alcanza categoría nacional, después del Lobos de Torrelavega y del Club Baloncesto Calasanz de Santander.
El club mantiene dos equipos filiales: el primero de ellos milita en Primera División, mientras el segundo lo hace en Segunda División. Además el club se encarga de las escuelas municipales de baloncesto del Ayuntamiento de Piélagos.

## Pabellón

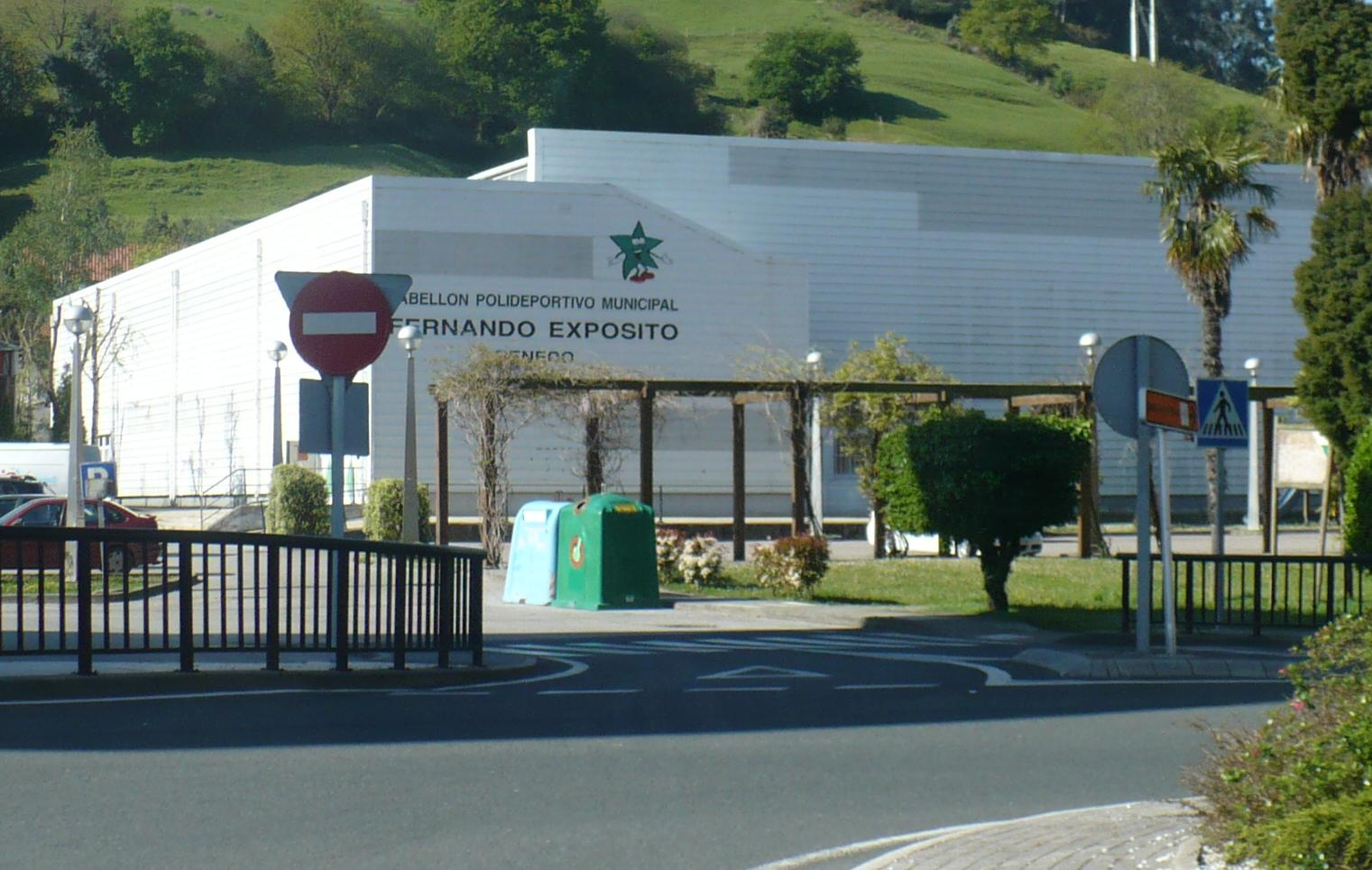
Pabellón Municipal Fernando Expósito, sede del Pas Piélagos

La pista donde disputa sus encuentros como local el equipo senior de la ADB Pas es el Pabellón Polideportivo Municipal Fernando Expósito de Renedo de Piélagos. Otros de sus equipos disputan sus encuentros en el Pabellón Municipal Enrique Tagle "El Moli", de la localidad de Parbayón.
- Nombre: Pabellón Polideportivo Municipal Fernando Expósito.
- Localidad: Renedo de Piélagos.
- Capacidad:
- Dirección: Barrio Cuartas, s/n.

## Equipación
La ADB Pas utiliza camiseta y pantalón verdes (con detalles de color blanco) como primera equipación. La segunda equipación consiste en camiseta y pantalón azules con líneas blancas.

## Palmarés
| Competición                                  | Títulos               | Subcampeonatos                               |
| -------------------------------------------- | --------------------- | -------------------------------------------- |
| Primera División Nacional de Cantabria (1/2) | 2003-04.              | 2002-03 (equipo "A") y 2008-09 (equipo "B"). |
| Primera Autonómica (1/1)                     | 2004-05 (equipo "B"). | 1983-84.                                     |
| Copa Cantabria (1/0)                         | 2003                  |                                              |

## Historial
- Liga EBA: 20 temporadas (2004-05 a 2023-24).
- Primera División: 4 temporadas (2000-01 a 2003-04).
- Liga Nacional: 1 temporada (1984-85).
- Segunda División: 3 temporadas (1997-98 a 1999-2000).